# Eduardo Rusjan

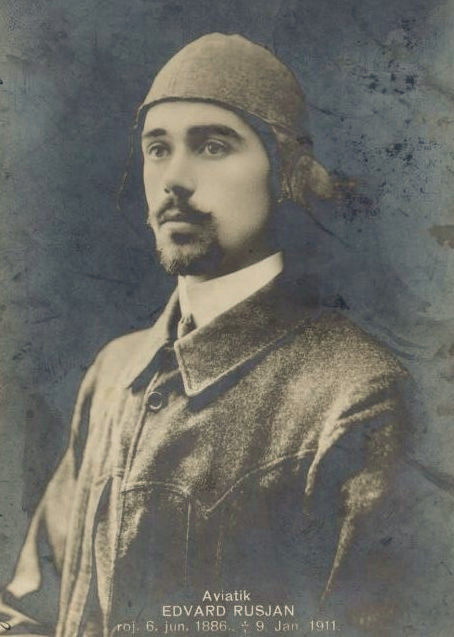
Edvard Rusjan

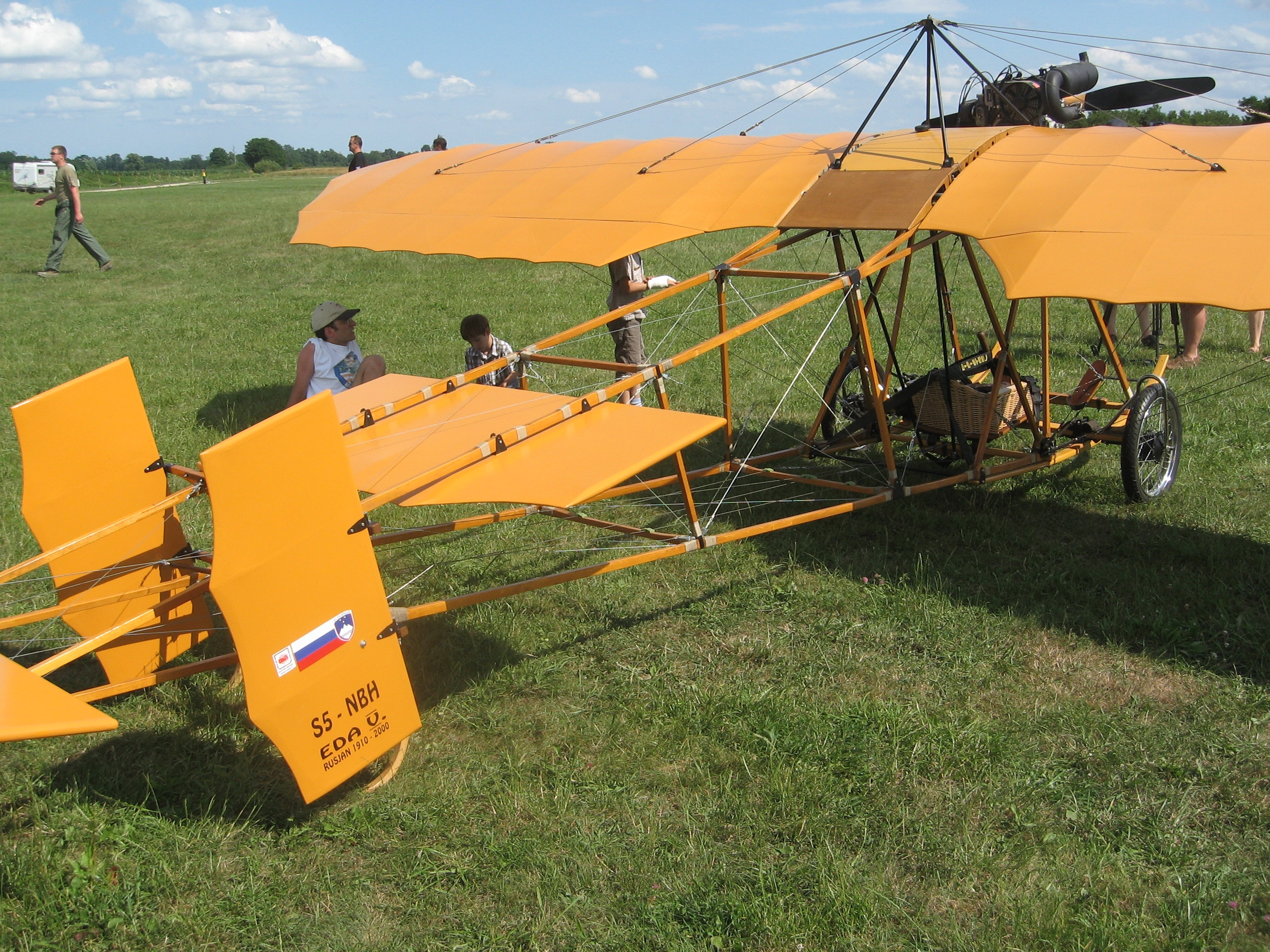
Replica di aeroplano Eda V di Rusjan

Edvard Rusjan, detto Edi, (Trieste, 6 luglio 1886 – Belgrado, 9 gennaio 1911) è stato un aviatore e costruttore di aeromobili austro-ungarico, di nazionalità Italiana e slovena, fratello di Giuseppe "Pepi" Rusjan.

## Biografia
Rusjan fu un pioniere dell'aria dell'Impero austro-ungarico. Il padre Franc Rusjan era uno sloveno di Gorizia, la madre Grazia Cabas era una friulana di Medea; agli inizi del '900 si trasferirono da Trieste a Gorizia dove il padre aprì una laboratorio per la creazione di botti.
Edvard era un grande appassionato di ciclismo a cui nel 1905 affiancò la passione per l'aeronautica e iniziò a leggere e studiare tutto ciò che trovava sull'argomento; nel 1908 insieme al fratello Josip realizzò il suo primo aereo nella falegnameria del padre con bambù e cartone, battezzandolo ironicamente la "Trapola de carta" in lingua italiana, nome con cui la madre andava a definire il progetto dei figli.
A settembre del 1909 partecipò a Montichiari nel bresciano ad un incontro di pionieri del volo dove acquistò un motore Anzani 25 hp da 3300 giri al minuto ad elica trattiva del progettista Alessandro Anzani, lo stesso motore con cui il pilota francese Louis Bleriot aveva pochi mesi prima compiuto in volo la traversata dello stretto della Manica.
Il suo primo volo avvenne in località Campagnuzza vicino a Gorizia, il 25 novembre 1909, sull'Eda I. Il nome è il diminutivo con cui affettuosamente veniva chiamata la madre Grazia; l'aereo era un biplano di sua stessa progettazione e costruzione, al quale seguirono diversi altri progetti migliorati.
Nel 1910 conobbe Mihailo Merćep, uomo d'affari di Zagabria, che gli propose di creare una società per la costruzione industriale di velivoli. Edvard e Josip accettarono e si trasferirono a Zagabria fondando a dicembre dello stesso anno la società "Mercep-R" e la realizzazione del primo aereo societario, l'Eda VI.
Grazie alla nuova società e all'afflusso di denaro fatto pervenire da Merćep decisero di potenziare l'apparato motore con un costoso motore Gnome Omega da 50 cv a 7 cilindri della ditta francese "Société des Moteurs Gnome et Rhône", venne studiato anche un diverso tipo di ala e di carlinga a supporto della potenza del nuovo motore e alla fine l'aereo risultò molto più stabile e potente dell'Eda VII a scapito però della capacità di manovra. Il progetto del piano di coda ispirò Igo Etrich nella creazione dell'Etrich Taube e il nuovo progetto sfociò nella realizzazione del Sokol (falco in sloveno).
Nel 1911 durante un volo promozionale del Sokol sopra la città di Belgrado un'ala si ruppe all'improvviso facendo precipitare il velivolo alla base della fortezza Kalemegdan; Edvard morì durante il trasporto in ospedale.

## Onomastica
Edvard Rusjan a volte viene menzionato con altre varianti del nome, come Eduardo, Edoardo o Edvardo e varianti del cognome, come Russian.

## Aerei realizzati
- Trapola de carta - realizzato nel 1908, fu il primo aereo realizzato dai fratelli Rusjan che però non volò mai
- Eda I - realizzato nel 1909 - biplano, volò per la prima volta il 25 novembre 1909 a Gorizia, fu il primo volo a motore in Austria-Ungheria
- Eda II - realizzato nel 1909
- Eda III - realizzato nel 1910
- Eda IV - realizzato nel 1910
- Eda V - realizzato nel 1910
- Eda VI - realizzato nel 1910 - monoplano, venne disegnato utilizzando come modello il Blériot XI con cui condivideva  lo stesso motore, un Anzani 25 hp. Rusjan vi ha volato con i connazionali austriaci Oskar Heim e Josef Sablatnig nel 1910.
- Eda VII - realizzato nel 1910
- Sokol - realizzato nel 1910

## Omaggi
L'Aeroporto di Maribor Edvard Rusjan e l'asteroide 19633 Rusjan sono stati intitolati in suo onore a suo nome.
L'episodio 26 del web-film La bella Transalpina rivisita la tragica morte di Rusijan.
Nel 2009 la Slovenia gli ha dedicato una moneta da 3 euro per commemorare i cento anni dal suo volo che ha corso legale solo in Slovenia.
Il 22 novembre 2009 a Gorizia durante le celebrazioni per i 100 anni dal primo volo dei fratelli Rusjan è stata inaugurata una statua commemorativa scolpita dall'artista Vittorio Balcone, le Poste italiane nello stesso giorno hanno emesso un annullo postale dedicato all'evento.